# ロバート・ブラックウェル
ロバート・アレキサンダー・ブラックウェル（Robert Alexander Blackwell、1918年5月23日 - 1985年3月9日）は、アメリカ合衆国の音楽プロデューサー、ソングライター、編曲家、バンドリーダーである。レイ・チャールズやリトル・リチャードなどのプロデュースを手がけたことで知られる。

## 経歴
ロバート・ブラックウェルは、1918年5月23日にワシントン州シアトルで生まれる。1940年代にピアニストのレイ・チャールズやトランペット奏者のクインシー・ジョーンズらとともにバンドを結成。作曲の勉強のためにカリフォルニア州ハリウッドに移った後、スペシャルティ・レコードで編曲家および音楽プロデューサーとしての活動を開始。
1955年の秋、リトル・リチャードのプロデュースを開始し、ニューオリンズにあるJ&Mレコーディング・スタジオで行なったレコーディングにはピアニストのヒューイ・"ピアノ"・スミス、ドラマーのアール・パーマー、サックス奏者のアルヴィン・"レッド"・タイラー、ギタリストのエドガー・ブランチャードとジャスティン・アダムズ、ベーシストのフランク・フィールズも参加した。ブラックウェルは「トゥッティ・フルッティ」、「のっぽのサリー」、「グッド・ゴーリー・ミス・モーリー」、「レディ・テディ」、「リップ・イット・アップ」などリチャードのヒット曲を手がけたほか、1957年に発表されたサム・クックの「ユー・センド・ミー」のプロデュースを手がけた。
1957年にスペシャルティ・レコードを離れ、クックをキーン・レコードに移籍させた。1959年にクックとともにキーン・レコードを離れた。同年にマーキュリー・レコードとA&Rディレクターとして契約を結び、1963年まで務めた。この間にブラックウェルは、リチャードのマネージャーとなり、以降1970年代までリチャードと活動を共にした。
1985年3月9日の夜、ウィッティア病院医療センターで死去。この2日後に死因が肺炎の合併症であることが明らかになった。

## 主な作品

### 作詞作曲（共作）・プロデュース
- リトル・リチャード「のっぽのサリー」（1956年）[8]
- リトル・リチャード「レディ・テディ」（1956年）[9]
- リトル・リチャード「リップ・イット・アップ」（1956年）[10]
- リトル・リチャード「グッド・ゴーリー・ミス・モーリー（英語版）」（1958年）[11]

### プロデュース
- サム・クック「ユー・センド・ミー」（1957年）[12]
- アイク&ティナ・ターナー『ライヴ! ジ・アイク&ティナ・ターナー・ショウ（英語版）』（1965年）[13]
- アイク&ティナ・ターナー『ジ・アイク&ティナ・ターナー・ショウ Vol.2（英語版）』（1966年）[14]
- ボブ・ディラン『ショット・オブ・ラブ』（1981年）[15]